# Leichtathletik-Länderkampf der Männer 1979 BR Deutschland – Großbritannien – Polen – Schweiz
| 5. Leichtathletik-Länderkampf mit bundesdeutscher Beteiligung 1979            | 5. Leichtathletik-Länderkampf mit bundesdeutscher Beteiligung 1979 |
| ----------------------------------------------------------------------------- | ------------------------------------------------------------------ |
|                                                                               |                                                                    |
| Ländervergleich der Männer: BR Deutschland – Großbritannien – Polen – Schweiz |                                                                    |
| Austragungsort                                                                | Bremen                                                             |
| Wettbewerbe                                                                   | 20                                                                 |
| Datum                                                                         | 23./24. Juni                                                       |
| 1. FRG 2. POL 3. GBR 4. SUI                                                   | 232 Punkte 206 Punkte 154 Punkte 108 Punkte                        |
| Chronik                                                                       |                                                                    |
| ← FRG-FRA-ITA-ESP-CSK 00Marathon (M)                                          | FRG-GBR-POL-SUI (F) →                                              |

Der fünfte Vergleich des Länderkampfjahres 1979 war der erste Länderkampf des Jahres mit dem allgemeinen leichtathletischen Programm. Die Männer trugen am 23./24. Juni in Bremen einen ersten Vierländerkampf mit Großbritannien, Polen und der Schweiz aus.
Gegen Großbritannien hatte es zwölf vorangegangene Begegnungen gegeben, die Bilanz lautete zehn zu zwei für die Bundesrepublik. Allerdings war das bundesdeutsche Team beim letzten Aufeinandertreffen 1977 nur mit einer Zweitbesetzung angetreten und hatte sich so geschlagen geben müssen.
Gegen das starke Team aus Polen hatten die bundesdeutschen Leichtathleten mit fünf zu sieben bei einem Unentschieden eine negative Bilanz. Die beiden letzten Vergleiche 1974 und 1975 hatte die Bundesrepublik Deutschland jedoch für sich entschieden.
Auf den Nachbarn aus der Schweiz war Deutschland zuvor bereits 32 Mal getroffen. In fast all diesen traditionellen Wettkämpfen der beiden Nationen hatte Deutschland gesiegt, nur 1955 hatte die Schweiz vorne gelegen, als die Bundesrepublik gleichzeitig noch zwei weitere Vergleiche mit den Niederlanden und mit Dänemark durchgeführt und damit drei verschiedene Teams zu stellen hatte. Auch die Frauen der vier Länder trugen zum selben Termin und am selben Ort einen eigenen Vergleich miteinander aus.

## Modus
Auf dem Programm standen die bei Länderkämpfen üblichen zwanzig Disziplinen. Allerdings wurden die beiden Langstreckenläufe gekürzt. Anstelle der Rennen über 5000 und 10.000 Meter wurden Läufe über 3000 und 5000 Meter ausgetragen. Aus dem olympischen Wettbewerbskatalog fehlten so nur der 10.000-Meter-Lauf, der Marathonlauf, die beiden Disziplinen im Straßengehen und der Zehnkampf. Am Start waren zwei Teilnehmer je Land und Wettbewerb. Die Punkte wurden in den Einzeldisziplinen folgendermaßen verteilt: 1. Platz: 9 P / 2. Pl.: 7 P / 3. Pl.: 6 P / 4. Pl.: 5 P / … In den Staffeln gab es neun zu sechs zu vier zu zwei Punkte.

## Ergebnis
Entschieden wurde dieser Länderkampf wie erwartet zwischen Polen, Großbritannien und der Bundesrepublik. In den Einzelläufen erzielten die bundesdeutschen und polnischen Vertreter je drei Disziplingewinne. Die Briten und die Schweizer verbuchten je einen Wettbewerb auf ihrem Konto. In zwei weiteren Disziplin gab es hier unentschiedene Wertungen zwischen Großbritannien und Polen bzw. zwischen der Bundesrepublik und Polen. Von den Staffeln ging eine an Polen, die andere an die Bundesrepublik. Im Bereich Sprung kam die Bundesrepublik auf zwei Siege, Polen und Großbritannien lagen hier in je einem Wettbewerb vorn. Noch eindeutiger waren die Resultate in der Kategorie Wurf/Stoß. Drei Disziplinen entschieden die bundesdeutschen Sportler für sich, nur im Diskuswurf gab es ein Remis zwischen Polen und der Bundesrepublik. Damit lagen die bundesdeutschen Sportler in diesem Vierländerkampf mit 232 Punkten eindeutig vorn. Polen belegte mit 206 Punkten Rang zwei vor den Briten, die auf 154 Punkte kamen. Die Schweiz wurde mit 108 Punkten Vierter und Letzter.

## Legende
Kurze Übersicht zur Bedeutung der Symbolik – so üblicherweise auch in sonstigen Veröffentlichungen verwendet:
| DNF | nicht im Ziel (did not finish)                               |
| DSQ | disqualifiziert                                              |
| NMH | keine Höhe (No Mark)                                         |
| w   | Rückenwindunterstützung über dem erlaubten Limit von 2,0 m/s |

## Resultate

### 100 m
| Platz | Athlet           | Land | Zeit (s) |
| ----- | ---------------- | ---- | -------- |
| 1     | Marian Woronin   | POL  | 10,22    |
| 2     | Allan Wells      | GBR  | 10,27    |
| 3     | Werner Bastians  | FRG  | 10,50    |
| 4     | Fritz Heer       | FRG  | 10,64    |
| 5     | Urs Gisler       | SUI  | 10,65    |
| 6     | Mike McFarlane   | GBR  | 10,65    |
| 7     | Franco Fähndrich | SUI  | 10,68    |
| 8     | Zenon Licznerski | POL  | 10,71    |

Datum: 23. Juni

### 200 m
| Platz | Athlet               | Land | Zeit (s) |
| ----- | -------------------- | ---- | -------- |
| 1     | Allan Wells          | GBR  | 20,56    |
| 2     | Marian Woronin       | POL  | 20,65    |
| 3     | Mike McFarlane       | GBR  | 20,94    |
| 4     | Zenon Licznerski     | POL  | 21,08    |
| 5     | Karlheinz Weisenseel | FRG  | 21,13    |
| 6     | Peter Muster         | SUI  | 21,15    |
| 7     | Urs Gisler           | SUI  | 21,16    |
| 8     | Daniel Schlotterbeck | FRG  | 21,32    |

Datum: 24. Juni

### 400 m
| Platz | Athlet                 | Land | Zeit (s) |
| ----- | ---------------------- | ---- | -------- |
| 1     | Ryszard Podlas         | POL  | 46,09    |
| 2     | Franz-Peter Hofmeister | FRG  | 46,19    |
| 3     | Lothar Krieg           | FRG  | 46,49    |
| 4     | Andrzej Stępień        | POL  | 46,62    |
| 5     | Rolf Gisler            | SUI  | 46,78    |
| 6     | Glen Cohen             | GBR  | 46,86    |
| 7     | Urs Kamber             | SUI  | 46,92    |
| 8     | Earl Tulloch           | GBR  | 46,96    |

Datum: 23. Juni

### 800 m
| Platz | Athlet            | Land | Zeit (min) |
| ----- | ----------------- | ---- | ---------- |
| 1     | Willi Wülbeck     | FRG  | 1:46,0     |
| 2     | Hans-Peter Ferner | FRG  | 1:47,0     |
| 3     | Gary Cooke        | GBR  | 1:48,2     |
| 4     | Feliks Wawrzon    | POL  | 1:48,9     |
| 5     | Rolf Gysin        | SUI  | 1:48,9     |
| 6     | Marian Gęsicki    | POL  | 1:49,2     |
| 7     | Dan Joseph        | GBR  | 1:49,4     |
| 8     | Gregor Hagmann    | SUI  | 1:51,5     |

Datum: 24. Juni

### 1500 m
| Platz | Athlet             | Land | Zeit (min) |
| ----- | ------------------ | ---- | ---------- |
| 1     | Steve Ovett        | GBR  | 3:41,7     |
| 2     | Thomas Wessinghage | FRG  | 3:42,4     |
| 3     | Uwe Becker         | FRG  | 3:42,6     |
| 4     | Pierre Délèze      | SUI  | 3:43,2     |
| 5     | Bernhard Vifian    | SUI  | 3:43,8     |
| 6     | John Robson        | GBR  | 3:43,9     |
| 7     | Bogusław Mamiński  | POL  | 3:44,1     |
| 8     | Pawel Szweda       | POL  | 3:47,3     |

Datum: 23. Juni

### 3000 m
| Platz | Athlet            | Land | Zeit (min) |
| ----- | ----------------- | ---- | ---------- |
| 1     | Markus Ryffel     | SUI  | 7:48,7     |
| 2     | Frank Zimmermann  | FRG  | 7:50,7     |
| 3     | Maciej Kunicki    | POL  | 7:53,1     |
| 4     | Nat Muir          | GBR  | 7:53,6     |
| 5     | Malcolm Prince    | GBR  | 7:53,9     |
| 6     | Henryk Wasilewski | POL  | 7:54,0     |
| 7     | Harald Hudak      | FRG  | 7:56,9     |
| 8     | Paul Vetter       | SUI  | 8:40,8     |

Datum: 24. Juni

### 5000 m
| Platz | Athlet           | Land | Zeit (min) |
| ----- | ---------------- | ---- | ---------- |
| 1     | Maciej Kunicki   | POL  | 13:34,0    |
| 2     | Detlef Uhlemann  | FRG  | 13:35,4    |
| 3     | Ryszard Kopijasz | POL  | 13:36,3    |
| 4     | Nick Lees        | GBR  | 13:42,3    |
| 5     | Tony Simmons     | GBR  | 13:55,2    |
| 6     | Fredi Griner     | SUI  | 14:24,4    |
| 7     | Christoph Herle  | FRG  | 14:25,5    |
| 8     | Hugo Weyh        | SUI  | 14:25,6    |

Datum: 23. Juni

### 110 m Hürden
| Platz | Athlet             | Land | Zeit (s) |
| ----- | ------------------ | ---- | -------- |
| 1     | Jan Pusty          | POL  | 13,82    |
| 2     | Dieter Gebhard     | FRG  | 13,92    |
| 3     | Karl-Werner Dönges | FRG  | 13,97    |
| 4     | Roberto Schneider  | SUI  | 14,01    |
| 5     | Romuald Giegiel    | POL  | 14,20    |
| 6     | Mark Holtom        | GBR  | 14,22    |
| 7     | Beat Pfister       | SUI  | 14,32    |
| 8     | Berwyn Price       | GBR  | 14,32    |

Datum: 24. Juni

### 400 m Hürden
| Platz | Athlet              | Land | Zeit (s) |
| ----- | ------------------- | ---- | -------- |
| 1     | Harald Schmid       | FRG  | 48,58    |
| 2     | Bernd Herrmann      | FRG  | 49,64    |
| 3     | Peter Haas          | SUI  | 50,38    |
| 4     | Gary Oakes          | GBR  | 50,67    |
| 5     | Franz Meier         | SUI  | 50,95    |
| 6     | Ryszard Szparak     | POL  | 50,99    |
| 7     | Krzysztof Weglarski | POL  | 51,55    |
| 8     | Roger Bell          | GBR  | 53,09    |

Datum: 23. Juni

### 3000 m Hindernis
| Platz | Athlet               | Land | Zeit (min) |
| ----- | -------------------- | ---- | ---------- |
| 1     | Bronisław Malinowski | POL  | 8:22,7     |
| 2     | Krzysztof Wesolowski | POL  | 8:27,0     |
| 3     | Michael Karst        | FRG  | 8:29,1     |
| 4     | Bruno Lafranchi      | SUI  | 8:32,0     |
| 5     | Roland Hertner       | SUI  | 8:37,1     |
| 6     | Josef Lechner        | FRG  | 8:49,5     |
| 7     | Colin Reitz          | GBR  | 8:55,2     |

Datum: 24. Juni
Großbritannien stellte nur einen Läufer.

### 4 × 100 m Staffel
| Platz | Besetzung      | Land                                                                   | Zeit (s)                              |
| ----- | -------------- | ---------------------------------------------------------------------- | ------------------------------------- |
| 1     | Polen          | Jan Alończyk Zenon Licznerski Krzysztof Zwoliński Marian Woronin       | 39,41                                 |
| 2     | BR Deutschland | Bernd Goldstein Karlheinz Weisenseel Franz-Peter Hofmeister Fritz Heer | 39,54                                 |
| 3     | Schweiz        | Franco Fähndrich Urs Gisler Peter Muster Brugger                       | 39,96                                 |
| DSQ   | Großbritannien | Gary Cooke Trevor Hoyte Brian Green Drew McMaster                      | Überschreiten der ersten Wechselmarke |

Datum: 23. Juni

### 4 × 400 m Staffel
| Platz | Besetzung      | Land                                                             | Zeit (min) |
| ----- | -------------- | ---------------------------------------------------------------- | ---------- |
| 1     | BR Deutschland | Lothar Krieg Franz-Peter Hofmeister Bernd Herrmann Harald Schmid | 3:03,9     |
| 2     | Polen          | Jerzy Pietrzyk Zbigniew Jaremski Andrzej Stępień Ryszard Podlas  | 3:05,3     |
| 3     | Großbritannien | Roger Bell Glen Cohen Earl Tulloch Steve Scutt                   | 3:07,6     |
| 4     | Schweiz        | Rolf Strittmatter Gerold Curti Rolf Gisler Urs Kamber            | 3:07,7     |

Datum: 24. Juni

### Hochsprung
| Platz | Athlet            | Land | Höhe (m) |
| ----- | ----------------- | ---- | -------- |
| 1     | Jacek Wszoła      | POL  | 2,25     |
| 2     | Carlo Thränhardt  | FRG  | 2,22     |
| 3     | Gerd Nagel        | FRG  | 2,19     |
| 4     | Wlodzimierz Perka | POL  | 2,16     |
| 5     | Mark Naylor       | GBR  | 2,10     |
| 6     | Brian Burgess     | GBR  | 2,10     |
| 7     | Roland Dalhäuser  | SUI  | 2,10     |
| 8     | Mario Graber      | SUI  | 2,00     |

Datum: 23. Juni

### Stabhochsprung
| Platz | Athlet            | Land | Höhe (m)                       |
| ----- | ----------------- | ---- | ------------------------------ |
| 1     | Günther Lohre     | FRG  | 5,30                           |
| 2     | Mariusz Klimczyk  | POL  | 5,20                           |
| 2     | Brian Hooper      | GBR  | 5,20                           |
| 4     | Allan Williams    | GBR  | 5,00                           |
| 5     | Felix Böhni       | SUI  | 4,80                           |
| NMH   | Gerald Heinrich   | FRG  | Anfangshöhe nicht übersprungen |
| NMH   | Tadeusz Ślusarski | POL  | Anfangshöhe nicht übersprungen |
| NMH   | Daniel Aebischer  | SUI  | Anfangshöhe nicht übersprungen |

Datum: 24. Juni

### Weitsprung
| Platz | Athlet             | Land | Weite (m) |
| ----- | ------------------ | ---- | --------- |
| 1     | Jochen Verschl     | FRG  | 7,89      |
| 2     | Winfried Klepsch   | FRG  | 7,59      |
| 3     | Grzegorz Cybulski  | POL  | 7,52      |
| 4     | Stanisław Jaskułka | POL  | 7,44      |
| 5     | John Kirkpatrick   | GBR  | 7,38      |
| 6     | Roy Mitchell       | GBR  | 7,32      |
| 7     | Fritz Trachsel     | SUI  | 7,20      |
| 8     | Kurt Gizendammer   | SUI  | 7,06      |

Datum: 23. Juni

### Dreisprung
| Platz | Athlet              | Land | Weite (m) |
| ----- | ------------------- | ---- | --------- |
| 1     | Aston Moore         | GBR  | 16,93 w   |
| 2     | Eugeniusz Biskupski | POL  | 16,3400   |
| 3     | Douglas Henderson   | FRG  | 16,1500   |
| 4     | Zdzisław Hoffmann   | POL  | 16,01 w   |
| 5     | David Johnson       | GBR  | 15,95 w   |
| 6     | Klaus Kübler        | FRG  | 15,95 w   |
| 7     | Markus Pichler      | SUI  | 15.54 w   |
| 8     | Victor Bühlmann     | SUI  | 14,5300   |

Datum: 24. Juni

### Kugelstoßen
| Platz | Athlet            | Land | Weite (m) |
| ----- | ----------------- | ---- | --------- |
| 1     | Ralf Reichenbach  | FRG  | 19,40     |
| 2     | Władysław Komar   | POL  | 19,02     |
| 3     | Jean-Pierre Egger | SUI  | 18,76     |
| 4     | Michael Winch     | GBR  | 18,17     |
| 5     | Andrzej Bambnista | POL  | 17,98     |
| 6     | Gerhard Steines   | FRG  | 17,36     |
| 7     | Simon Rodhouse    | GBR  | 16,89     |
| 8     | Heinz Stettler    | SUI  | 15,89     |

Datum: 23. Juni

### Diskuswurf
| Platz | Athlet            | Land | Weite (m) |
| ----- | ----------------- | ---- | --------- |
| 1     | Stanisław Wołodko | POL  | 60,26     |
| 2     | Alwin Wagner      | FRG  | 59,76     |
| 3     | Thomas Berlep     | FRG  | 58,18     |
| 4     | Richard Slaney    | GBR  | 55,52     |
| 5     | Andrzej Bejorwski | POL  | 55,22     |
| 6     | Pete Tancred      | GBR  | 51,96     |
| 7     | Hans Burri        | SUI  | 47,60     |
| 8     | Heinz Stettler    | SUI  | 46,80     |

Datum: 23. Juni

### Hammerwurf
| Platz | Athlet           | Land | Weite (m) |
| ----- | ---------------- | ---- | --------- |
| 1     | Manfred Hüning   | FRG  | 75,00     |
| 2     | Karl-Hans Riehm  | FRG  | 74,44     |
| 3     | Ireneusz Golda   | POL  | 70,08     |
| 4     | Paul Buxton      | GBR  | 67,26     |
| 5     | Ron Mileham      | GBR  | 63,54     |
| 6     | Andrzej Woderski | POL  | 61,94     |
| 7     | Daniel Obrist    | SUI  | 60,08     |
| 8     | Urs Brechbühl    | SUI  | 53,02     |

Datum: 24. Juni

### Speerwurf
| Platz | Athlet           | Land | Weite (m) |
| ----- | ---------------- | ---- | --------- |
| 1     | Klaus Tafelmeier | FRG  | 83,78     |
| 2     | Piotr Bielczyk   | POL  | 80,50     |
| 3     | Michael Wessing  | FRG  | 77,66     |
| 4     | Simon Osborne    | GBR  | 76,68     |
| 5     | Peter Maync      | SUI  | 76,28     |
| 6     | Peter Yaster     | GBR  | 75,98     |
| 7     | Stanislaw Górak  | POL  | 71,32     |
| 8     | Arthur Stierli   | SUI  | 68,34     |

Datum: 24. Juni